# Olaf Barda
Olaf Barda ( Oslo, 17 de agosto de 1909 - Oslo, 2 de mayo de 1971), nacido como Olaf M. Olsen, fue un jugador de ajedrez noruego. Fue el primer noruego en recibir el título de Maestro Internacional, el cual obtuvo en 1952.
Barda ganó el Campeonato de Ajedrez de Noruega en seis ocasiones, en 1930 (todavía con el nombre Olsen), 1947, 1948, 1952, 1953 y 1957.
Barda escribió el manual de instrucciones noruego "Sjakk!" y fue columnista de ajedrez en el periódico Dagbladet.
Además, Barda fue un fuerte jugador de ajedrez por correspondencia, ganando los campeonatos noruegos de ajedrez por correspondencia en 1946 y 1949/1950. Recibió el título de Gran Maestro de Ajedrez por Correspondencia en 1953 y quedó en cuarto lugar en el Primer Campeonato Mundial de Ajedrez por Correspondencia, disputado entre 1950 y 1953. Este fue el mejor resultado noruego en ese torneo hasta que Ivar Bern ganó el 17º campeonato en 2006.
Según ChessBase, Barda solía abrir con 1.d4 cuando jugaba con blancas. Con negras frente a 1.e4, Barda jugaba varias variantes de la Defensa Siciliana (1...c5), pero ocasionalmente jugaba 1...d6 (la Defensa Pirc) o 1...e5 permitiendo el Ruy López. Frente a 1.d4, su repertorio era variado, jugando aperturas como la Defensa India Antigua, la Defensa Nimzoindia y la Defensa Eslava.
Su hijo mayor, Yngvar Barda (1935–1999), también fue maestro de ajedrez y participó en la Olimpíada de ajedrez de 1956.